# Уинтерс, Терри
Те́рри Уи́нтерс (англ. Terry Winters; род. 1949, Нью-Йорк, США) — американский художник, живописец-абстракционист, гравёр, рисовальщик, чьё творчество ассоциируется с эстетикой постмодернизма.
Расширил словарь изобразительного искусства, введя образы и особые, самостоятельно и целенаправленно разработанные им визуальные паттерны, которые ассоциативно могут быть соотнесены с целым рядом научных дисциплин и учений (молекулярная биология, дифференциальная топология, теория поля). Речь вовсе не идёт об иллюстрировании сложных процессов и понятий, как в научно-популярной литературе или в учебных фильмах. Связь человека с микро- и макрокосмом в картинах Терри Уинтерса глубоко прочувствована и эмоционально переживается живописцем в момент работы с красками.
В интервью поэту Бобу Холману (англ.) 1992 года художник сказал:

Тантрическое искусство было важно для меня. В каком-то смысле, моя новая работа стремится в этом направлении. <…> Картина конструируется подобно машине, способной вырабатывать определённые медитативные состояния.— «BOMB»'39 .
Зритель, вслед за художником, продвигаясь к познанию сложности мироустройства, приобретает в контакте с работами Уинтерса новый опыт на этом пути.

## Карьера
Учился в Институте искусств Пратта (раньше его закончили Элсуорт Келли и Ева Хессе). Степень бакалавра искусств защитил в 1971. Первое время после института Терри делал работы в духе минимализма.
Чуть позже, в ранних самостоятельных работах заметна определённая доля самоограничения: картины выполнены в монохромной гамме. В 70-х в Нью-Йорке образовалась группа близких по настроениям художников (чуть старше-чуть младше; в составе этой группы, помио Уинтерса, — Сьюзен Ротенберг, Элизабет Мюррей, Луиза Чейз (англ.) и Кэтрин Портер (англ.)), отказавшихся следовать жёсткому минималистскому редукционизму и старавшихся вернуть в искусство эмоциональность, реабилитировать осмеянную о́бразность; желали соединить непосредственный жест и психологическую достоверность.
Около 1979 года Уинтерс начинает делать биоморфные абстракции, которые и принесли ему известность. С того времени в его творчестве неизменно присутствуют трактуемые в обобщённой, резкой живописной манере формы, сходные с биологическими клетками, молекулами, человеческими органами, раковинами, растениями, кристаллами .
Уинтерс всегда интересовался контекстом, в который погружена стихия живописи, — Как всё устроено? Он изучал происхождение минеральных пигментов, проводил опыты с растениями, восходя к осознанию глубинных связей между биологией, минералогией, другими отраслями эмпирических знаний, находя воплощение этих связей в структуре и цветовых гармониях своих картин.  В какой-то момент стиль его сближался с органической абстаркцией стилем, проявившийся в искусстве таких разных художников XX века, как Павел Филонов, Джорджия О'Кифф, Генри Мур.
С 1977 Уинтерс начинает исподволь показывать свои работы в Нью-Йорке. Хотя 10 лет после окончания института, вплоть до его первой персональной выставки (в галерее Илеаны Соннабенд в Сохо, на Манхэттене 1982 году) прошли для Уинтерса под знаком “тишины”; он работал не спеша, показывая работы только избранным друзьям, вроде Джаспера Джонса или перечисленных выше единомышленников.
В 1990-е в картинах Уинтерса появляются изображения цветных форм и множество уходящих в глубину, наслаивающихся друг на друга, переплетающихся сетей. Он усложняет пространство картины, обращаясь к таким источникам, как трёхмерная сетка цифровых архитектурных презентаций, вообще компьютерная (в том числе 3D) графика, полученные на рентгеновском аппарате или на томографе медицинские снимки.
В настоящее время творчество художника представляет галерея Мэттью Маркс (англ.), Нью-Йорк .
Терри Уинтерс (с 1987) состоит в браке с писательницей Хендель Тайхер / нем. Hendel Teicher . Художник живёт и работает в Нью-Йорке, в поместье в округе Колумбия (штат Нью-Йорк) и в Женеве, Швейцария.

## Крупные персональные выставки
- 1986 : Галерея Тейт, Лондон
- 1990 : Галерея Илеаны Соннабенд (англ.), Нью-Йорк
- 1992 : Музей Уитни, Нью-Йорк
- 1999 : Галерея Уайтчепел (англ.), Лондон
- 2000 : Кунстхалле, Базель
- 2001 : Музей Метрополитен, Нью-Йорк
- 2009 : Ирландский музей современного искусства, Дублин
- 2014 : Государственном музее графики
( нем. Die Staatliche Graphische Sammlung ), Мюнхен.

## Изображения онлайн
- Monkey Puzzle, 1987. Холст, масло 274.98 × 366.4 см. Галерея Тейт
- Борозды, 1989. Ксилография, 67.9 x 54.9 см.
- Направленный источник света. Холст, масло и алкидная смола 188 × 248,9 см
- Метод линейной рефлексии, 1997.193 x 251.5 см. Метрополитен музей, Нью-Йорк
- Связь, 2004. Литография 56.5 × 76.8 см.